# Pseudochthonius ricardoi
Pseudochthonius ricardoi är en spindeldjursart som beskrevs av Volker Mahnert 200. Pseudochthonius ricardoi ingår i släktet Pseudochthonius och familjen käkklokrypare. Inga underarter finns listade i Catalogue of Life.